# Jan Reyman
Jan Edward Reyman (ur. 21 października 1902 w Krakowie, zm. 27 października 1984 tamże) – polski piłkarz, który występował na pozycji napastnika i trener piłkarski. Więzień KL Auschwitz oznaczony numerem 37302. Młodszy brat Henryka – również piłkarza Wisły Kraków i reprezentacji Polski.

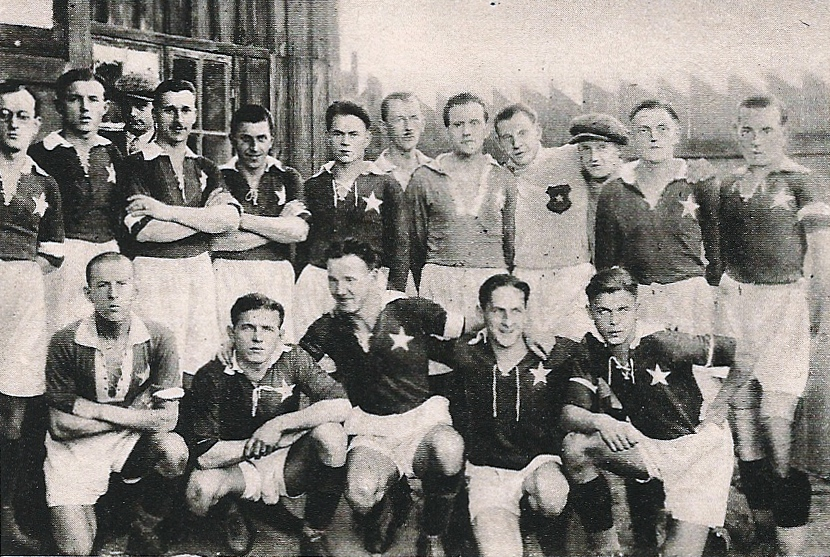
Wisła Kraków w 1927 roku, J. Reyman drugi z prawej w dolnym rzędzie

Został pochowany na cmentarzu Rakowickim w Krakowie (pas 26, płd.). 

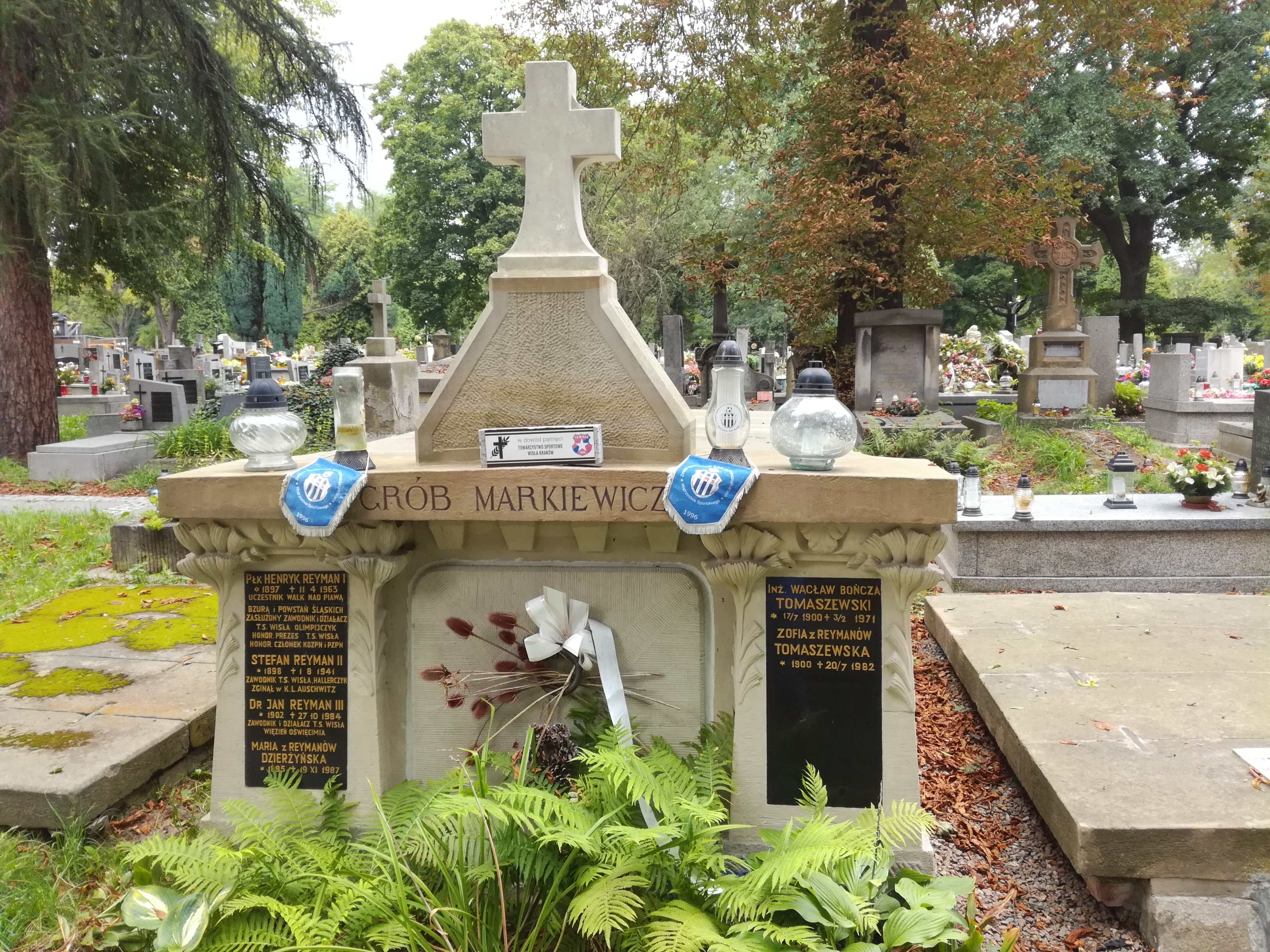
Grób Henryka i Jana Reymana na cmentarzu Rakowickim